# Військово-морське п'ятиборство
Військово-морське п'ятиборство (англ. naval pentathlon) — вид військово-прикладного багатоборства. Змагання з цього виду спорта проводяться під егідою Міжнародної ради військового спорту. Ця дисципліна входить, зокрема до програми Всесвітніх ігр військовослужбовців.
Ідея створення подібного багатоборства для моряків і морської піхоти виникла у капітана ВМС Італії Джузеппе Вокатуро в 1949 році. До 1951 року було розроблено програму змагань, і її було представлено Міжнародній раді військового спорту за аналогією з такими вже існуючими на той момент змаганнями як військове та аеронавтичне п'ятиборство. Перший турнір з морського п'ятиборства було проведено в 1954 році в Ліворно.
В ВМС України цей вид спорту почав розвиватися з 2020 року. На базі Інституту Військово-Морських Сил сформована команда та організовані регулярні тренування.

## Дисципліни
Військово-морське п'ятиборство складається з п'яти дисциплін. За неправильне виконання того чи іншого елементу кожної дисципліни учасникам нараховуються штрафні секунди, що впливає на підсумковий результат.

### Смуга перешкод

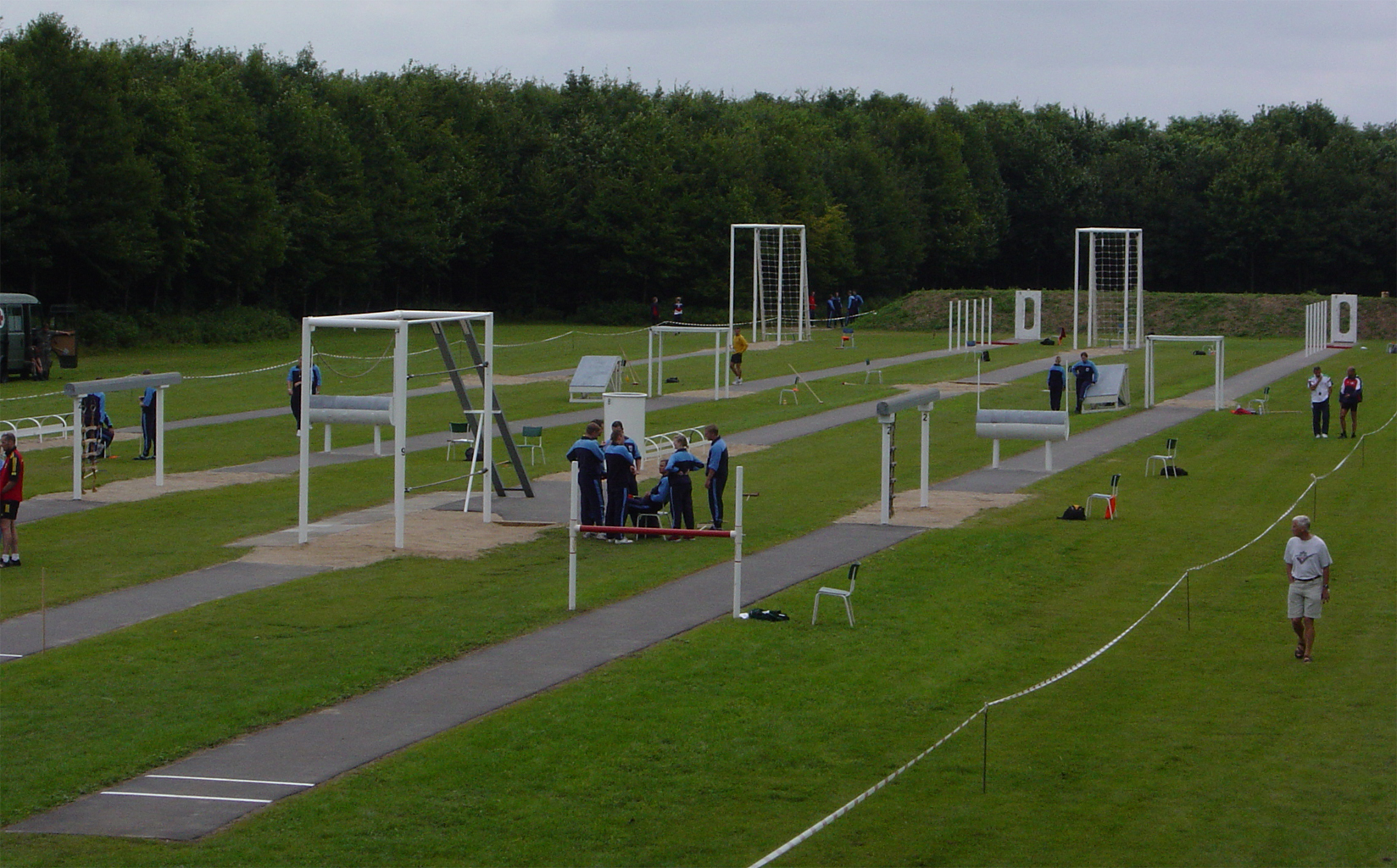
Смуга перешкод на змаганнях з морського п'ятиборства під час Всесвітніх військових ігор у 2007 році.

Дистанція 305 метрів з десятьма перешкодами (для чоловіків) або 280 метрів з дев'ятьма перешкодами (для жінок). У цьому змаганні учасники мають здолати наступні перешкоди (детальніший опис і зображення наведено в документі у виносці):
1. Бар'єр. Відстань від старту — 15 м, висота 1,06 м (у чоловічих змаганнях) або 0, 84 м (у жіночих).
2. Колода. Відстань від старту — 30 м, висота — 2 м, довжина — 5 м.
3. Тунель. Відстань від старту — 45 м. Труба має довжину 2 м, діаметр 60 см і розташована на висоті 1,2 м від землі.
4. «Ірландський стіл». Відстань від старту — 75 м. Висота столу 2,00 м, довжина 1,40 м. В чоловічих змаганнях для долання цієї перешкоди доведеться використати підтягування, у жіночих — перед нею розташована похила поверхня, якою можна пробігти.
5. Метання гранати у водонепроникні двері. Відстань від старту — 120 м. Перед метанням учасник має повністю оббігти за або проти годинникової стрілки (але завжди в одному напрямку) кожен з шістьох стовпчиків, розташованих на відстані 2 м один від одного. Після цього слід метнути по одній шість учбових гранат крізь відчинені водонепроникні двері висотою 1,6 м і шириною 60 см, з відстані 10 м (чоловіки) або 7,5 м (жінки), пробігти крізь двері, закрити за собою і повністю зачинити замок.
6. Сітка для лазіння. Відстань від старту — 160 м. Сітка виготовлена з мотузки діаметром 5 см, вічко квадратні зі стороною 25 см, висота сітки 5 м, ширина — 2 м.
7. Стрибок в довжну. Відстань від старту — 200 м. Яма з піском, у якій треба виконати стрибок до відзначки, розташованої на відстані 4 м (чоловіки) або 3 м (жінки).
8. Тунель. Відстань від старту — 240 м. Тунель має 55 см заввишки і 60 см завширшки, з підстилкою з м'якого піску.
9. Комбінована перешкода. Відстань від старту — 260 м. Учасник має перейти над ямою з піском 5 м завдовжки, над яким натягнуто один над одним два троси товщиною 8 см, верхній з яких розташовано на висоті 2,5 м над піском, нижній — 85 см; перетинати перешкоду слід йдучи по нижньому тросу (дозволяться триматися за верхній). Після ями треба піднятися похилими нековзкими дошками завдовжки 6 м на висоту 3,5 м і спуститися по канату.
10. Похилий трос (тільки у чоловічих змаганнях). Відстань від старту — 293 м. Учасник має піднятися тросу довжиною 5 м, нижчий кінець якого розташований на висоті 2 м, верхній — 4 м.

### Рятувальне плавання
Проводиться у басейні довжиною 25 метрів. Чоловіки змагаються в уніформі, виготовленій з матеріалу, що добре намокає у воді, жінки — у спортивному купальнику. Учасник пропливає 50 м, з яких перші 15 метрів — під водою, після чого у воді знімає форму (чоловіки), пірнає за манекеном, розміщеним на глибині 2-4 м, і доставляє його до іншого кінця басейну, імітуючи рятування потопаючого. Довжина манекену — 1 м, вага 1,5 кг.

### Плавання з перешкодами
Проводиться у тому ж басейні. Учасник в ластах пропливає 25 метрів до протилежного краю басейну, бере з нього муляж гвинтівки вагою 3 кг, пливе з нею 25 метрів у протилежному напрямку і залишає там (у жіночих змаганнях плавання з гвинтівкою не використовується, спортсменки відразу переходять до долання перешкод). Далі учасники переходять до сусідньої доріжки з перешкодами і знову пливуть до протилежного боку, долаючи перешкоди: пірнаючи під вертикальну сітку, нижній край якої знаходиться на глибині 3 м на відстані 70 см від дна, і проповзши через частково занурену трубу. Після цього учасник повинен пірнути на глибину 3 м і роз'єднати два скріплені муфтами суднові пожежні шланги. Фінальний етап — заплив на 25 метрів до кінця басейну.

### Мореплавальні навички
Ця дисципліна (англ. seamanship race) має два етапи. Перший проводиться на майданчику розміром 5 на 5 метрів, розташованому на суходолі, причалі або понтоні, і включає роботу з такелажем, другий же проводиться в гавані та являє собою перегони на веслувальних човнах на дистанцію 270 м.
- Робота на щоглі (цей змагання проводиться лише для чоловіків). Учасник має піднятися на щоглу висотою 6 метрів за допомогою так званого «боцманського стільця[en]», виготовленого з мотузки діаметром 7 см, і вставити п'ять отриманих на старті кілочків з позначками різного кольору до позначених відповідним кольором отворів у пластині нагорі щогли.
- Вибирання канату. Канат, виготовлений з маніли або нейлону, має діаметр 15-20 см, довжину 10 метрів, одним кінцем прикріплений до суходолу/причалу/понтону і повністю занурений у воду. На іншому кінці канату зав'язана петля внутрішнім діаметром 50-100 см. Учасник має повністю витягти канат з води на майданчик.
- Закидання ліня. На майданчику розташовано перила висотою 1 м. Поруч у відрі знаходиться лінь, на один кінець якого поміщено вантаж для зручності метання. На відстані 22,5 (чоловіки) або 15 м (жінки) у воді знаходиться бар'єр довжиною 10 м. Учасник має, знаходячись за поручнем, з трьох спроб закинути лінь обтяжченим кінцем через бар'єр. Після цього інший бік ліня треба закріпити буліневим вузлом на перилах, навіть у разі, якщо перекинути його через бар'єр так і не вдалося (правильність зав'язування вузла також оцінюється).
- Слаломне веслування навколо буїв. Використовується човен довжиною 4 м, обладнаний двома веслами. На відстані 15 м один від одного розташовані п'ять буїв. Протягом двох кіл веслування учасник повинен пройти кожен із п'яти буїв чотири рази. На першому колі учасник повинен веслувати слаломом і пройти перший буй з правого боку, наступний з лівого боку і так далі. Обійшовши п'ятий буй, слід розвернути човна на 180º і повернутися тим же чином до першого буя, знову розвернутися і приступити до другого кола веслування. На другому колі виконуються наступні два завдання.
- Вибирання ланцюга. Знову розвернувшись, учасник вирушає у зворотному напрямку, попутно переносячи ланцюг з буя № 3 до № 4. Ланцюг довжиною 4-5 м і вагою 5 кг кріпиться до буя № 3 за допомогою скоби. Учасник має відкрутити скобу, перетягти ланцюг до буя № 4 і закріпити тією ж скобою.
- Швартування. До буя № 5 прикріплено скобу вагою 3 кг типу тих, що використовується для швартування есмінців. Учасник має відкрутити скобу та доставити її разом з штифтом до фінішу біля буя № 1.

### Комбінований крос
Ця дисципліна (англ. amphibious cross-country race) являє собою забіг перетятою місцевістю на 2500 метрів з виконанням ряду завдань. Чоловіки одягнені в ту ж уніформу, яка використовується у змаганні з рятувального плавання, і мають нести собі макети гвинтівок вагою 3 кг. Завдання, що виконуються протягом кросу, включають наступне:
- Стрільба. Змагання проводиться на майданчику, розташованому на відстані 700—900 м від старту. Учасники отримують гвинтівку 22 калібру і не заряджений в неї магазин з п'ятьма набоями, а також три додаткові магазини, кожен з яких містить один набій. Вогонь ведеться з відстані 50 по мішенях діамером 11,5 см з положення лежачи.
- Переправа через водойму на гумовому човні з одним веслом. Водойма знаходиться на відстані 1,5 — 1,7 км від старту і має ширину 100 м.
- Метання гранати. Відстань від старту — 2100—2400 м. Учасник має шість спроб, щоб влучити учбовою гранатою в кільце діаметром 2 м, горизонтально розташоване на землі на відстані 25 м (чоловіки) або 15 м (жінки).